# Steffen Kotré

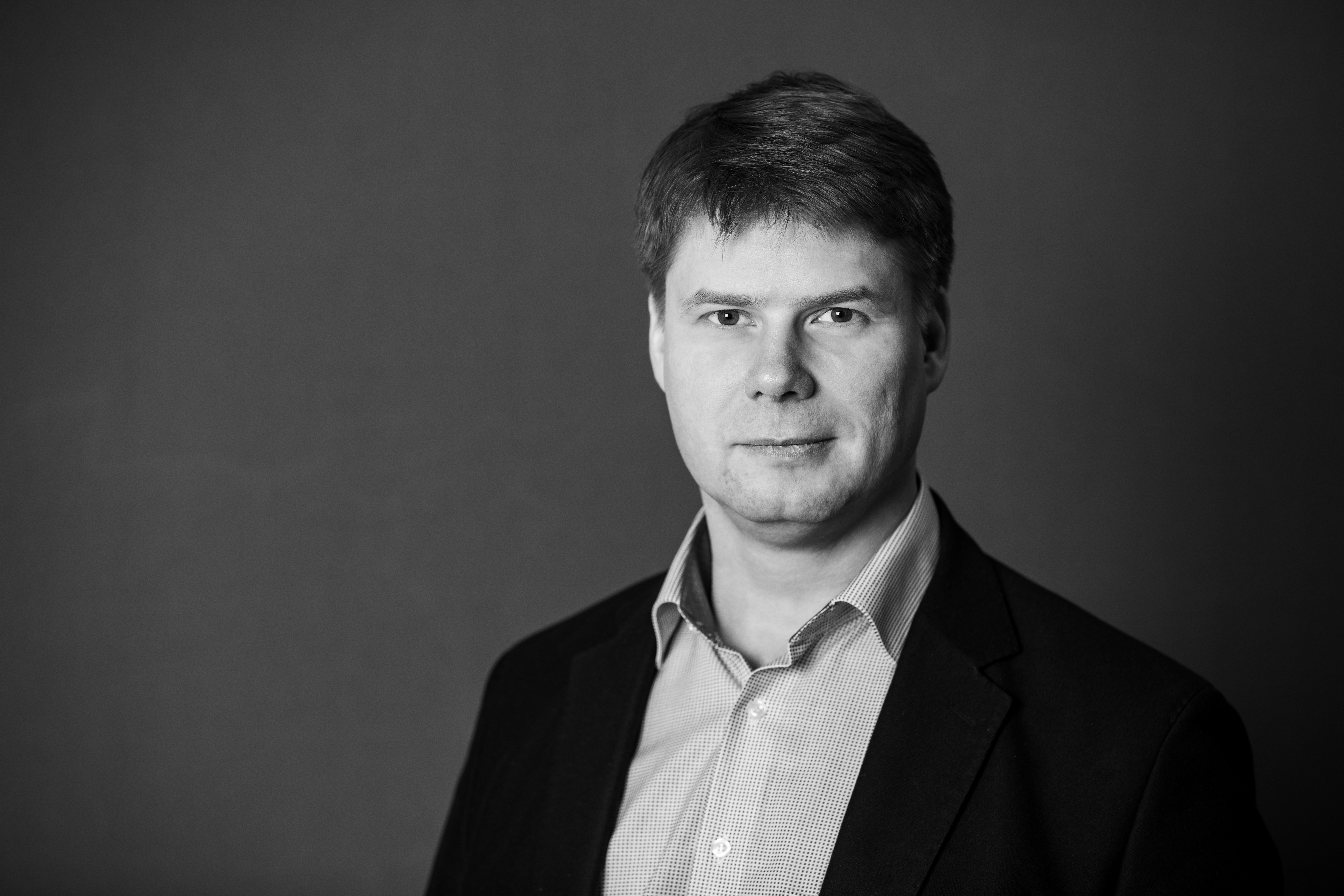
Steffen Kotré

Steffen Kotré (* 29. April 1971 in Ost-Berlin) ist ein rechtsextremer deutscher Politiker (AfD). Seit 2017 ist er Mitglied des Deutschen Bundestages (MdB).

## Leben
Kotré machte bis 1990 eine Berufsausbildung mit Abitur zum Elektromonteur im VEB Elektroprojekt und Anlagenbau Berlin. Im Jahr 1990 leistete er Zivildienst an der Charité Berlin. Anschließend studierte er Wirtschaftsingenieurwesen und schloss 1997 als Diplom-Ingenieur ab. Ab 1998 (ab 2005 selbständig) war er als Unternehmensberater für kleine und mittelständische Unternehmen in Potsdam, Frankfurt (Oder) und Berlin tätig in den Bereichen Managementberatung, Finanzierungs- und Geschäftspläne, Controlling, Unternehmensführung und Fördermittelberatung.
Von 2014 bis 2017 war er Referent für Wirtschaft und Energie der AfD-Fraktion im Landtag Brandenburg.
Kotré trat während seines Studiums dem pflichtschlagenden Corps Rheno-Guestphalia Berlin bei und wurde durch dessen Fusion 2009 Alter Herr des Corps Berlin im Weinheimer Senioren-Convent (WSC). Während dessen Jahresversammlung im Oktober 2022 erfolgte seine Entlassung (d. h. der Ausschluss) aus dem Corps. Kotré trat daraufhin dem Altherrenverein der Berliner Burschenschaft Gothia (DB) bei.
Er ist Vorsitzender des Vereins für Energiesicherheit sowie Mitglied im Verein Nuklearia und im Sportverein Motor Babelsberg.
Er ist seit 2021 mit der AfD-Abgeordneten im Brandenburger Landtag Lena Kotré (geb. Duggen) verheiratet und Vater zweier Kinder.

## Politik
Kotré war Mitglied der FDP. Seit dem 19. September 2013 ist er Mitglied der AfD.
Er ist Beisitzer des Landesvorstands sowie Vorsitzender des Landesfachausschusses Wirtschaft, Technologie und Tourismus der AfD Brandenburg und Kreisverbandsvorsitzender Dahme-Spreewald der AfD.
Von 2014 bis 2017 war er Mitglied des Kreistages Dahme-Spreewald.
Nach der Bundestagswahl 2017 zog Kotré über die Landesliste Brandenburg als Abgeordneter für die AfD in den Bundestag ein. Dort ist er wirtschafts- und energiepolitischer Sprecher der AfD-Fraktion, Sprecher der Landesgruppe Brandenburg, Berichterstatter für internationale Austauschprogramme, Mitglied des Ausschusses für Wirtschaft und Energie, stellvertretendes Mitglied im Finanzausschuss, sowie im Ausschuss für Familie, Senioren, Frauen und Jugend und stellvertretender Vorsitzender der Deutsch-Südkaukasischen Parlamentariergruppe. Außerdem stellvertretendes Mitglied des Unterausschusses Regionale Wirtschaftspolitik und ERP-Wirtschaftspläne.
Auf dem Landesparteitag der AfD in Frankfurt (Oder) am 21. März 2021 wurde Kotré auf Platz 3 der Landesliste Brandenburg für die Bundestagswahl 2021 gewählt.
Kotré kandidierte am 8. Oktober 2023 zur Landratswahl im Landkreis Dahme-Spreewald und erhielt im ersten Wahlgang 35,3 Prozent der abgegebenen Stimmen. Auf den Zweitplatzierten, den parteilosen Kandidaten Sven Herzberger, entfielen nach dem vorläufigen amtlichen Endergebnis 34,8 Prozent der Stimmen. Bei der Stichwahl am 12. November 2023 unterlag Kotré mit 35,2 Prozent der abgegebenen Stimmen gegen Herzberger, auf den 64,8 Prozent der abgegebenen Stimmen entfielen.

### Politische Positionen
Kotré gehört zu den AfD-Bundestagsabgeordneten, die nach Recherchen von Zeit Online Mitarbeiter mit verfassungsfeindlichem sowie „eindeutig rechtsradikalem bis rechtsextremem Hintergrund“ beschäftigen. Er gilt als Vertrauter von Alexander Gauland, warnte in seiner Rede zur Aufstellung für die Bundestagswahl 2021 vor einer „Überfremdung“ und sprach sich für die konsequente Abschiebung abgelehnter Asylbewerber aus. Dazu forderte er einen „Schulterschluss“ mit Organisationen aus dem rechten Spektrum wie Zukunft Heimat und der Querdenker-Szene.

#### Einwanderungspolitik
Kotré vertrat 2014 die Auffassung, dass „statistisch gesehen“ ein klarer Zusammenhang zwischen gestiegener Zuwanderung und der Kriminalitätsrate bestehe. 2017 beschrieb er die aktuelle Zuwanderungspolitik im rechtsextremen Magazin Zuerst! als einen „Fahrplan zur Überfremdung“.

#### Klimapolitik
Kotré gilt als Aktivist gegen den Klimaschutz; er verwendet häufig den Begriff „Klimawahn“. Er lehnt den Kohleausstieg ab, bezeichnet ihn als „infantile Politik“, die „überhastet, impulsgesteuert und ohne Verstand“ sei, und erklärte, es gebe keinen Grund für einen Kohleausstieg, denn man könne gar nicht wissen, ob mit dem Kohleausstieg tatsächlich die globale Erwärmung bekämpft werden könne.
Im Mai 2023 sprach sich Kotré dafür aus, die Gaslieferungen aus Russland wiederaufzunehmen und zur Kernenergie zurückzukehren. Letztere sei durch „verschiedenste Grüne-Idiotien“ abgestellt worden.

#### COVID-19-Pandemie
Kotré nominierte die Querdenker-Bewegung für einen Demokratiepreis und gab anschließend fälschlicherweise zu verstehen, sie habe diesen erhalten. Zum Impfstoff der Firma Biontech äußerte Kotré: „Dieses Verfahren ist eben auch ein Verfahren, was in die Gene eingreift. Wir haben es also eher mit einem Experiment zu tun denn mit einer Impfung.“

#### Russischer Überfall auf die Ukraine
Nach der Eskalation des russischen Angriffskriegs gegen die Ukraine 2022 erklärte Kotré im Bundestag, man müsse, wenn man über das durch den russischen Angriff entstandene Leid spreche, immer auch die Mitschuld des Westens betrachten. Er bezeichnete die Ukraine als Aufmarschgebiet der USA, um Russland zu destabilisieren. Man müsse „auch über die Biowaffen-Labore reden, die gegen Russland gerichtet“ seien. Aus Protest verließ der AfD-Fraktionskollege Norbert Kleinwächter während der Rede den Saal, distanzierte sich auf Twitter von der „widerlichen Putin-Propaganda“ und forderte „Konsequenzen“.
Im Februar 2023 ließ sich Kotré in die Propagandasendung des Moderators Wladimir Solowjow zuschalten, der darin unter anderem die Bundesrepublik Deutschland als „Nazideutschland“ bezeichnete, mit einem russischen Einmarsch nach Berlin und Paris drohte und wiederholt den Einsatz von russischen Atombomben gegen NATO-Staaten forderte. Kotré behauptete in der Sendung entgegen anderslautenden Umfragen, dass die „Mehrheit der Menschen in Deutschland“ eine Unterstützung der Ukraine ablehne.

### Verbindungen zum Neonazismus und Holocaustleugnern
2022 wurde bekannt, dass Kotré im Jahr 2004 einen Solidaritätsaufruf für den Holocaustleugner Horst Mahler unterzeichnet hatte. Im Oktober 2022 wurde bekannt, dass unter dem Namen Kotrés Anfang der 2000er-Jahre auf den Websites mehrerer Gruppierungen mit engen Verbindungen ins Neonazi-Milieu rechtsextreme Gedichte veröffentlicht wurden, die in ihrem Stil an Blut-und-Boden-Gedichte der völkischen Bewegung erinnern.
Im Mai 2022 unterzeichnete Kotré bei einem Treffen von Mitgliedern rechtsextremer Parteien, darunter Grzegorz Braun, in Bratislava zusammen mit Holocaustleugnern ein Manifest gegen Globalismus.
2024 wurde bekannt, dass Kotré am 14. Februar 2009 im vorderen Teil eines Neonazi-Aufmarsches in Dresden mitgelaufen war. Nach Kotrés Aussage habe er sich vor Ort ein Bild machen wollen.